# 潘源良
潘源良（英語：Calvin Poon Yuen Leung，1958年11月8日—），香港填詞人、電影編劇及導演、足球評述員、書法家，有「浪子詞人」之稱。八、九十年代累積至今已作詞達620首。2015年起以筆名袁兩半填詞，首次包辦陳奕迅粵語大碟《準備中》全碟歌詞。同年在香港紅磡體育館舉行「最愛潘源良是誰作品展」演唱會。 2016年與藝術家游榮光舉辦聯展《光源50》, 首度展出他的書法作品。2019年舉行《潘源良生炒廣東話之有辣有唔辣二次唱作騷》御用。同年獲得香港作曲家及作詞家協會（CASH）頒發音樂成就大獎。

## 背景

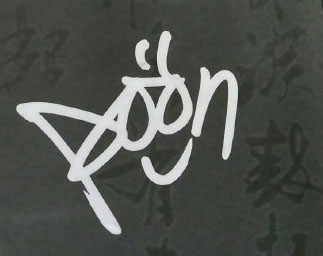
潘源良的簽名

### 入行經過
潘源良祖籍廣東省佛山市小塘鄉；
早年在九龍旺角水渠道潔膺留產所出生 ，於同區通菜街的唐樓成長，家人經營冰室。他小學階段已經為餐廳送外賣和把彈弓裝上鋼錶帶，以幫補家計。另一方面會與同學參與足球活動。潘分別就讀聖公會諸聖小學（1971年上午校）和李求恩紀念中學（1977年中六）。1981年畢業於香港中文大學新聞系。在學期間曾在商業電台的《突破時刻》節目當義工，為「旺角北角沙頭角」環節分享故事或感受。此前，中學時期喜歡修讀歷史的在他預科畢業後本來入讀大學歷史系，二年級才轉讀新聞系。原因出於認為今天的新聞會是未來的歷史，對此抱有興趣。及後他於無綫電視新聞部兼職，隨著名傳媒人梁天偉實習，負責翻譯編輯與外景報導新聞工作，畢業後正式加入無綫新聞部，擔任外電翻譯員。
1981年，潘源良在無綫工作至第九個月，因本身喜歡創作的性格使然，毅然轉往麗的電視（亞洲電視前身）擔任助理編導，跟隨李元科，參與製作《大俠霍元甲》、《陳真》等劇集。1983年，他又轉至香港電台電視部戲劇組，任助導和編劇，期間製作了《香港、香港》和《溫馨集》。而他第一首發表的填詞作品就是《溫馨集》的主題曲——〈濁世暖流清〉，由黎小田作曲，雷安娜主唱。此外，他亦參與香港基督徒音樂事工協會《齊唱新歌》三至五集的填詞工作。

### 編劇工作
1984年，潘源良加入新藝城電影公司當編劇，撰寫多套電影劇本，例如《鴻運當頭》、《英倫琵琶》（由林子祥及泰迪羅賓主演），其中更為《英倫琵琶》主題曲填詞（《邁步向前》林子祥主唱）。1986年，他加入潘迪生的德寶電影公司，任編劇及導演等工作，首部執導作品為黃耀明、李麗珍主演的《戀愛季節》。而1990年代參與編劇的電影作品還包括《亂世兒女》、《郎心如鐵》、《狂野生死戀》、《神偷諜影》、《幻影特攻》等。

### 填詞工作
潘源良參與電視及電影編導工作的同時，因利成便，開始填詞生涯。早期作品包括曾路得的《城市新歌》、鄧惠欣的《十架路上》。潘源良於新藝城工作期間，獲泰迪羅賓邀請，為《天外人》概念大碟填詞，其後陸續與不同歌手合作，例如林子祥、譚詠麟、徐小鳳、張學友、李克勤、鍾鎮濤、梅艷芳、張國榮、陳百強、陳奕迅等，其中《愛情陷阱》更是風靡一時，自此填詞工作接踵而來。1989年，他為首次來港發展的王傑填了《誰明浪子心》，歌曲更獲當年兩大頒獎典禮（十大勁歌金曲及十大中文金曲）的金曲獎。1990年，潘源良結集過往填詞作品，出版詞集《醉生夢》。
1990年代，潘源良為張學友填了不少歌曲，例如《情已逝》、《明日世界終結時》、《望月》、《總有一天等到你》、《寂寞的男人》；並參與音樂劇《雪狼湖》的歌詞創作，其中他填了廣為人知的作品《怎麼捨得你》以及悲壯的怨曲《葬月》。1999年，潘源良擔任有線電視及商業電台的足球評述員，填詞作品較少。2004年，他與音樂人吳杰〔Jean Michel〕製作概念專輯《ME？... WE！》。2004年11月一代詞人黃霑逝世，潘源良於2005年初獲邀伙拍鄭國江及林夕，為悼念黃霑的歌曲填詞，歌名為《霑叔（給黃霑博士的歌）》，由顧嘉煇作曲，溫拿樂隊主唱。同年，潘源良參與製作《愛要更多一點》唱片，為南亞海嘯災民籌款。
2008年，潘源良入行二十五年，親自挑選過往經典金曲，推出《二五精神永不完全集》（4CD）。2011年，他為《愛心無國界311燭光晚會》大會主題曲填寫中文歌詞，歌名為《不要輸給心痛》（Succumb Not to Sorrow），分廣東話、普通話及日語三個版本，當中日文歌詞源自日本詩人宮澤賢治的作品《無懼風雨》。2015年，為配合「最愛潘源良是誰作品展」，推出《潘源良是誰最愛作品選》（4CD，共60多首金曲，由林一峰、林二汶、C AllStar等精選最愛潘源良的作品）。同年6月在香港紅磡體育館舉行「最愛潘源良是誰作品展」演唱會；2019年2月在香港藝術中心壽臣劇院舉行《潘源良生炒廣東話之有辣有唔辣二次唱作騷》。
2015年，錄得581首作品的潘源良由於害怕別人覺得他填詞作品過量，以及本名過時，因此使用筆名「袁兩半」填詞。於2015-2020年間，潘源良填詞作品時而寫本名，時而寫「袁兩半」。
2022年，潘源良為呂爵安《攀上天梯的螞蟻》填詞，讓呂氏成爲MIRROR中第一位獻唱1980年代活躍於詞壇的填詞人的新詞作的歌手。
從1983年至2025年這42年來，潘源良詞作錄得620首，在填詞人之中產量相對比較少。

### 足球評述工作
1999年，潘源良獲無綫電視的舊同事——有線體育台經理賴汝正的邀請下，擔任有線電視足球評述員。當時沒有人找他填詞，於是為了謀生，轉任足球評述員。早期主要評述意大利甲組聯賽（意甲），而近年則主要評述西班牙甲組聯賽（西甲）。隨著有線先後失落意甲和西甲播映權，潘源良隨後主力評述英格蘭超級足球聯賽（英超）和歐洲聯賽冠軍盃（歐聯）賽事。此外，他亦在商業電台主持足球節目。
潘源良評述風格甚為激情洋溢 （页面存档备份，存于），尤以大賽為甚（如世界杯、歐國盃、歐聯等），成名作為2010年世界盃期間，評述愛隊日本在分組賽的比賽時，以極大聲量呼叫球員「長谷部誠」。同年十六強，其另一愛隊英格蘭對陣德國時，林柏特的射門本已完全進入白界，但球證卻誤判使入球無效。在直播中第一時間，潘源良以極高分貝（影片標題使用誇張法，寫得他200分貝。）怒吼「入咗！第一下一定入咗！」（入球了！第一下一定入球了！），這場賽事成為其經典之作。

## 個人生活
潘源良有兩段婚姻。他與前妻1983年結婚，1986年離婚。潘於2018年娶了一名跨媒體藝術工作者Rita為妻，2019年與其攜手演出《潘源良生炒廣東話之有辣有唔辣二次唱作騷》。2020年二人移居台灣，展開新生活。

## 個人作品

### 幕前演出/嘉賓

#### 電台 / 電視節目
- 1983年：《臨岐》 飾 闊佬（香港電台）
- 1994年：《獅子山下》 之 九七同學會（香港電台電視劇）
- 2015年：《有誰共鳴》（商業電台嘉賓主持）
- 2015年：《兄弟幫》（無綫電視）
- 2016年：《樂壇詞聖盧國沾》

#### 電影
- 1984年：《英倫琵琶》
- 1985年：《補鑊英雄》
- 1985年：《女人心》
- 1988年：《今夜星光燦爛》
- 1992年：《雙龍會》
- 1992年：《92黑玫瑰對黑玫瑰》 飾 記者
- 1995年：《香江花月夜》 飾 Poon
- 1995年：《狂野生死戀》 飾 阿虎
- 1997年：《基佬40》 飾 羅同事
- 2000年：《阿虎》
- 2000年：《救薑刑警》 飾 阿雄
- 2000年：《火武耀揚》
- 2001年：《4X100 水著份子》
- 2004年：《蝴蝶》 飾 咖啡室男子
- 2006年：《黑白道》 飾 Jimmy
- 2009年：《同門》 飾 Jimmy
- 2009年：《神鎗手》 飾 警司
- 2010年：《火龍》
- 2013年：《古惑仔：江湖新秩序》 飾 陳耀
- 2013年：《激戰》 飾 威強
- 2014年：《微交少女》
- 2016年：《江湖悲劇》
- 2020年：《聖荷西謀殺案》
- 2023年：《填詞L》飾自己

#### 舞台劇
- 1999年：香港藝術節《一個戀人的獨白——戀講戀唱》（自編自導自演）

#### 其他
- 2019年：香港藝術中心壽臣劇院《潘源良生炒廣東話之有辣有唔辣二次唱作騷》

### 編劇
- 1984年：《英倫琵琶》
- 1985年：《補鑊英雄》
- 1985年：《戀愛季節》
- 1987年：《衛斯理傳奇》
- 1990年：《亂世兒女》
- 1992年：《霧都情仇》
- 1993年：《情天霹靂之下集大結局》
- 1993年：《郎心如鐵》
- 1993年：《赤裸狂奔》
- 1995年：《狂野生死戀》
- 1997年：《神偷諜影》
- 1998年：《幻影特攻》
- 2011年：《出軌的女人》
- 2013年：《末日派對》

### 執導電影
- 1985年：《戀愛季節》（黃耀明、李麗珍主演）
- 2011年：《出軌的女人》（夏文汐、吳家麗、葉璇、陳偉霆、鄭丹瑞、杜汶澤主演）
- 2012年：《影子愛人》（張柏芝、權相佑、丁春誠主演）
- 2018年：《聖荷西謀殺案》（鄭秀文、蔡卓妍、佟大為、林嘉華主演）

## 填詞作品
1983年（2首）
|                     |                       |
| - 曾路得 - 城市新歌 | - 雷安娜 - 濁世暖流清 |

1984年（15首）
| | |
| - 林子祥 - 邁步向前 - 林子祥 - 水仙情 - 林子祥 - 師傅教落 - 林子祥 - 紅日豐收 - 泰迪羅賓 - 追尋 - 泰迪羅賓 - 烏托邦 - 泰迪羅賓 - 鄉愁／一 | - 泰迪羅賓 - 鄉愁／二 - 泰迪羅賓 - 找不到 - 泰迪羅賓 - 情緣 - 泰迪羅賓 - 歌聲 - 陳秀雯 - 最後一班車 - 鄧惠欣 - 十架路上 - 陳芳榮 - 賣懶歌 - 孔慶端 - 一身衝勁 |

1985年（36首）
| | |
| - 何嘉麗 - 傷心酒店 - 何嘉麗 - 等待 - 林憶蓮 - 愛情I don't know - 林憶蓮 - 無聲約會 - 葉蒨文 - 變幻裡前行 - 張學友 - 造夢者 - 張學友 - 情已逝 - 張學友 - 真面目．假面具 - 張學友 - 單車少女 - 張學友 - 遙遠的她 - 雷安娜 - 跳出掌聲背後 - 蘇 芮 - 親愛的小孩 - 林姍姍 - 星之碎片 - 夏韶聲 - 永不放棄 - 林志美 - 愛情雷達網 - 林志美 - 白日夢 | - 林志美 - 誰是誰 - 許冠傑 - 愛情保險 - 許冠傑 - 愛到心震 - 譚詠麟 - 愛情陷阱 - 譚詠麟 - 花仔世界 - 譚詠麟 - 午夜騎士 - 林子祥 - 就算 - 林子祥 - 戲中戲 - 林子祥 - 高歌Number 9 - 陳百強 - 在這孤獨晚上 - 關正傑 - 歸途未盡 - 鍾鎮濤 - 太多考驗 - 鄺美雲 - 別了媽媽 - 蔡楓華 - 偷戀隔牆花 - 蔡楓華 - 十年 - 蔡楓華 - 人間埋沒 - 大合唱 - IYY - 四月之聲 - 面對世界 - 曾路得 - 破冰船 |

1986年（40首）
| | |
| - 何家勁 - 憤怒快車 - 李克勤 - 手錶 - 林子祥 - 最愛是誰 - 林子祥 - 數字人生 - 林子祥 - 曾經 - 林子祥 - 一個早上 - 林子祥 - 單身女人 - 林子祥 - 惡鬥惡 - 林珊珊 - 心中這份情 - 林珊珊 - 情苗 - 林憶蓮 - 愛神 Holiday - 林憶蓮 - 快快救我 - 林憶蓮 - 偷吻 - 夏韶聲 - 一人戰爭 - 夏韶聲 - 仍在等待你 - 徐小鳳 - 婚紗背後 - 徐小鳳 - 午夜狂歌 - 張國榮 - 共創真善美 - 張学友、李克勤 - OH! NO! - 張學友 - 炸彈 | - 陳百強 - 偶像 - 陳百強 - 寄不出的信 - 陳百強 - 城市節拍 - 陳百強 - 癡心晚安 - 陳慧嫻 - 痴情意外 - 陳慧嫻 - 忘記悲傷 - 陳潔靈 - 自由的我 - 陳潔靈 - 只要有你 - 陳潔靈 - 每一次別離 - 葉德嫻 - 不再分離 - 達明一派 - 繼續追尋 - 達明一派 - Kiss Me Goodbye - 方心美 - 夢竟成真 - 方心美 - 我是能源 - 蔡國權 - 衝出這空間 - 蔡楓華 - 日以繼夜 - 蔡楓華 - 不可以改變 - 蔡楓華 - No Oh No - 譚詠麟 - 世界停頓 - 譚詠麟 - 的士司機 |

1987年（36首）
| | |
| - 何嘉麗 - 無情者、有情人 - 吳潔梅 - 是否 - 李克勤 - 雪女 - 林子祥 - 海誓山盟 - 林子祥 - 風雨故人來 - 林志美 - 時光影印機 - 林志美 - 教堂派對 - 林珊珊 - 也許當時年紀小 - 林珊珊 - 讓我錯一次 - 林憶蓮 - 獨行少女 - 林憶蓮 - "早晨…" - 林憶蓮 - 戲假情真 - 林憶蓮 - 祇可活一次 - 林憶蓮 - 決絕 - 張國榮 - 妳在何地 - 梅艷芳 - 妄想 - 梅艷芳 - 她的前半生 - 許冠傑 - 星空奇遇 - 陳百強、關正傑 - 末唱的歌 | - 陳慧嫻 - 最真的愛 - 陳潔靈 - 赤紅的擁抱 - 黃寶欣 - 遠遠的河 - 葉蒨文 - 一點意見 - 達明一派 - 大亞灣之戀 - 甄楚倩 - 小人物 - 劉天蘭 - 背影 - 蔡楓華 - 心中化粧 - 蔡楓華 - 遺憾 - 鍾鎮濤 - Goodbye I Love You - 鍾鎮濤 - 再要傷多少 - 鄺美雲 - 相逢在半生 - 鄺美雲 - 點俾某君聽 - 羅 文 - 笑話 - 羅 文 - 夢非夢 - 譚詠麟 - 我沒法相信 - 譚詠麟 - C級愛情 |

1988年（54首）
| | |
| - Maria Cordero - Ma Ma I Love You - 王 傑、林憶蓮 - 還有 - 呂 珊 - 她的一半 - 林子祥 - 結伴同航 - 林子祥 - 深夜裡 - 林子祥 - 昨日街頭 - 林志美 - 正午 - 林志美 - 不懂怎去愛 - 林志美 - 沒有中間路線 - 林憶蓮 - 他 - 林憶蓮 - 命運是否這樣 - 林憶蓮 - 又見朝陽 - 夏韶聲 - 妳是氫氣我是氧 - 夏韶聲 - 一瞬間的感覺 - 夏韶聲 - 珍惜這地球 - 夏韶聲 - 路中情 - 徐小鳳 - 錯愛也是愛／紫釵記 - 草 蜢 - 暫停開始過 - 草 蜢 - 年輕的聲音 - 張立基 - 妳好嗎？！ - 張國榮 - 從未可以 - 張國榮 - 可否多一吻 - 張國榮 - 再戀 - 張學友 - 樂園再見 - 張學友 - 戰場 - 梅艷芳 - 豪門怨 - 郭小霖 - 失戀專家 | - 郭小霖 - 愛得直接 - 郭小霖 - 情不是種花 - 陳慧嫻 - 幾時再見？！ - 陳慧嫻、張學友 - 一對寂寞的心 - 陳潔靈 - 只有無聊 - 黃寶欣 - 請勿貼身 - 黃寶欣 - Morning Call - 葉蒨文 - 為何是你 - 葉蒨文 - 遺忘了 - 達明一派 - 你還愛我嗎？ - 達明一派 - 沒有張揚的命案 - 達明一派 - 今天應該很高興 - 邰正宵 - 誰若愛你比我多 - 蔡國權 - 投向末來 - 鍾鎮濤 - 平凡 - 鍾鎮濤 - 我已經不懂得戀愛 - 鄺美雲 - 心聲 - 鄺美雲、譚詠麟 - 分手之後 - 羅 文 - 靈感 - 羅 文 - 我始終是我 - 羅嘉良 - 說一聲不 - 譚詠麟 - 愛的逃兵 - 譚詠麟 - 半夢半醒 - FUNDAMENTAL - 神秘老友 |

1989年（43首）
| | |
| - Maria Cordero - 二人的歌 - 太 極 - 留住我吧 - 王 傑 - 可能 - 王 傑 - 不可能 - 王 傑 - 誰明浪子心 - 王 傑 - 風風雨雨 - 李克勤 - 聽說你失戀 - 林子祥 - 國旗 - 林子祥 - 勝敗之間 - 林子祥 - 矛盾 - 林志美、Blue Jeans - 伴你一億里 - 林憶蓮 - 痴纏 - 林憶蓮 - 為何相愛 為何結束 - 林憶蓮 - 命運是否這樣 - 夏韶聲、蘇 芮 - 車站 - 夏韶聲 - 閉著眼睛再見面 - 徐小鳳 - 癡情毋用再相欠 - 草 蜢 - 過眼雲煙 - 張立基 - 你的知己 - 梅艷芳 - 幾多個幾多 - 陳百強 - 對不對 - 陳慧嫻 - 應該不應該 | - 黃 翊 - 為了妳 - 黃 翊 - 告訴我為何 - 葉蒨文 - 一生一次 - 風之Group - 我這樣過了一天 - 達明一派 - 我有兩個 - 達明一派 - 四季交易會 - 達明一派 - 十個救火的少年 - 甄 妮 - 一分鐘的愛 - 甄楚倩 - 少女心 - 鍾鎮濤 - 原諒我 - 鍾鎮濤 - 絕浪 - 蔡齡齡 - 明知故犯 - 鄭瑞芬 - 失戀車廂 - 鄺美雲 - 夜來夜去 - 鄺美雲 - 夜夜都想你 - 譚詠麟 - 我心如雷 - 譚詠麟 - 微笑革命 - 譚詠麟 - 爭氣 - 譚耀文 - 為你解悶 - 關淑怡 - 叛逆漢子 - 蘇 芮 - 憑著愛 - 蘇 芮 - 我衹是個人 林保怡 - 想哭 |

1990年（25首）
| | |
| - 李克勤 - 愛是情願 - 杜德偉 - 擦身情缘 - 周美茵 - 兩心知 - 周慧敏 - 鋼綫之舞 - 周慧敏 - 有你明白我 - 周潤發 - 舊情人 - 倫永亮 - 妳仍是妳 • 我仍是我 - 徐小鳳 - 一生所愛 - 徐小鳳 - 標本似的心 - 草 蜢 - 半點心 - 黃凱芹 - 傷盡我心的說話 - 黃凱芹 - 戀愛快拍 - 葉蒨文 - 太早還是太遲 | - 葉蒨文 - 一雙一對 - 葉蒨文 - 愛是現在 - 葉蒨文 - 我再說一次 - 劉德華 - 離開你以後 - 蔡濟文 - Isabella - 鄭秀文 - 幻滅 - 譚詠麟 - 卡拉永遠OK - 譚詠麟 - 地獄天使 - 譚詠麟 - 天意人心 - 關淑怡 - 愛上了你 - 關淑怡 - 夜迷宮 - 關淑怡 - 就是你麼!? |

1991年（29首）
| | |
| - 王 傑 - 流浪的心 - 何嘉麗 - 結果 - 呂 方 - 地久天長 - 呂 方 - 一粒種子 - 呂 方 - 明知會是這樣 - 李克勤 - 告別校園時 - 林憶蓮 - 沒有發生的愛情 - 林憶蓮、陳百強 - 我要等的正是你 - 倫永亮 - 需要的和不需要的 - 倫永亮 - 打個電話給我吧 - 草 蜢 - 生死戀 - 張立基 - 夢你想你 - 張学友 - 你不再說愛我 - 梅艷芳 - Faithfully - 陳松伶 - 相逢如夢 | - 溫兆倫、陳松伶 - 賭這一份愛 - 溫兆倫 - 也許是你 - 溫兆倫 - 一句珍重 - 葉蒨文 - 又再一個人 - 劉小慧 - 留住這一刻 - 劉德華 - 誰愛着妳 - 黎 明 - 特別的歌給特別的妳 - 羅 文 - 因為愛我存在 - 譚詠麟 - 俗世洪流 - 關淑怡 - 前後左右 - 蘇永康 - 不要離開我 - 蘇永康 - 獨個成長 - 蘇永康 - 座上客 - FUNDAMENTAL - 某一夜的IDD |

1992年（35首）
| | |
| - 王靖雯 - 容易受傷的女人 - 王靖雯 - 把鎖匙投進信箱 - 呂 方 - 月兒能作證 - 何婉盈 - 溫室女孩 - 李國祥 - 餘情未了 - 林憶蓮 - 躲起來 - 倫永亮 - 曲終情未散 - 張立基 - 總是妳 - 張學友 - 偷閒加油站 - 張學友 - 明日世界終結時 - 張學友 - 不要再問 - 梅艷芳 - 回頭已是百年身 - 梅艷芳 - 秋天復秋天 - 許志安 - 抱緊些 - 郭富城 - 我為何讓你走 - 陳慧嫻 - 七分愛情三分騙 - 陳慧嫻 - 胡思亂想 - 陳慧嫻 - 你的夢、我的夢 | - 黃 翊 - 哭著笑 - 黃耀明 - 愛到死 - 溫碧霞 - 午夜浮動 - 溫碧霞 - 忘掉我自己 - 葉蒨文 - 情人知己 - 葉蒨文 - 午夜窗前 - 葉蒨文、林子祥 - 愛到分離仍是愛 - 劉玉翠 - 哈囉拜拜 - 劉德華 - 你震撼我的心靈 - 劉德華 - 其實我早猜透你的心 - 劉德華 - 從前我所緊抱的 - 劉德華 - 真我的風采 - 黎明詩 - 誰來真的了解我 - 鍾鎮濤 - 愛過的夢 - 譚詠麟 - 珍惜的珍惜 - 譚詠麟 - 越獄漢子 - 關淑怡 - 現在愛我 |

1993年（58首）
| | |
| - Girl Friends - 甜夢 - 王靖雯 - 季候風 - 王靖雯 - 雨天沒有你 - 江希文 - 一晚 - 江希文 - 舊情綿綿 - 何寶生 - 誰夢裡有淚 - 吳君如 - 不清不楚 - 吳奇隆 - 一天一天等下去 - 呂 方 - 幾時愛我 - 呂 方 - 假如你要走 - 李國祥、倫永亮 - 總有你鼓勵 - 李樂詩 - 出走 - 杜德偉 - 愛得自然 - 杜德偉 - 情難定 - 杜德偉 - 還是唱下去 - 杜德偉 - 情人我已準備好 - 林憶蓮 - 風中的歌 - 倫永亮 - 一切都因為你 - 倫永亮 - 痴心找到痴心 - 倫永亮 - 少年國 - 倫永亮 - 空白的留言 - 倫永亮 - 讓我飛向你 - 倫永亮 - 我為你寫的歌（曲、詞） - 草 蜢 - 流行通訊 - 草 蜢 - 原諒我是我 - 馬浚偉 - 幸運就是遇到妳 - 馬浚偉 - 夢裡的最愛 - 馬浚偉 - 似是水中花 - 張學友 - 總有一天等到你 | - 張學友 - 我與你 - 張學友、歐丁玉 - 烟花句 - 莫少聰 - 再見妳的晚上 - 莫少聰 - 無聲的告別 - 莫少聰 - 其實我還是愛妳 - 陳慧嫻 - 故夢 - 陸家俊 - 當一切失去 - 楊采妮、林文龍 - 緣份 - 溫碧霞 - 多一點愛，多一點痛 - 葉玉卿 - 男人是否都一樣（曲、詞） - 葉蒨文 - 理想中的人 - 葉蒨文 - 今生不再為你等 - 葉蒨文、周潤發 - 原來愛過以後 - 劉小慧 - 今宵不想告別 - 劉玉翠 - 不關你事 - 劉美君 - 夜長夢多 - 劉美君 - 你望我望你 - 劉錫明 - 祇要是有緣 - 劉錫明 - 何處覓知心 - 蔡齡齡 - 再愛情更深 - 鄭伊健 - 請多聽幾次 - 鄭秀文 - 怎麼愛得這樣傻 - 鄭秀文 - 一錯再錯 - 鄭嘉穎 - 愛妳還是放開妳 - 黎瑞恩 - 這夜仍然溫暖 - 譚詠麟 - 一世風雲 - 關淑怡 - 誰願代替她 - 關淑怡 - 不綁線的風箏 - 蘇 芮 - 愛過就是完全 |

1994年（52首）
| | |
| - 王 傑 - 感激你在等我 - 王靖雯 - 愛與痛的邊緣 - 王靖雯 - 遊戲的終點 - 甘子暉 - 不必回信 - 吳奇隆 - 終於深愛你 - 吳奇隆 - 不羈的女人 - 吳奇隆 - 妳說我不該 - 李國祥 - 真性情 - 李國祥 - 每天心痛半點鐘 - 李國祥 - 請妳相信我好嗎 - 李國祥、江希文 - 想擁抱的還是你 - 杜德偉 - 一秒一秒忘不了 - 杜德偉 - 如泣如訴 - 周華健、杜德偉 - 為失戀飲勝 - 周華健 - 告訴我你愛我 - 周慧敏 - 感情的分禮 - 周慧敏 - 鏡中的怨女 - 林子祥 - 江湖滋味 - 林憶蓮 - 沉淪 - 林憶蓮 - 赤裸的秘密 - 林憶蓮 - 明天醒來時 - 韋綺姍 - 當愛變習慣 - 倫永亮 - 最傷感的人 - 倫永亮 - 藍海洋 - 草 蜢 - 夢見你 - 草 蜢 - 在一起 | - 草 蜢 - 戀愛結局 - 馬浚偉 - 不再悲觀 - 張崇基、張崇德 - 兄弟的天空 - 張智霖 - 自首宣言 - 張學友 - 天與地 - 張學友 - 望月 - 梁朝偉 - 沒結果偏遇上 - 梅艷芳 - 如夜 - 梅艷芳 - 蝶舞 - 許志安 - 遲到的情人 - 郭富城 - 夢見你回來 - 郭富城 - 一顆心碎了 - 陳山蔥 - 第一次失戀 - 陳慧嫻 - 今天的愛人是誰 - 彭 羚 - 你錯 我錯 她也錯 - 曾航生 - 離去的一剎那 - 湯寶如 - 祇要你關注 - 葉玉卿 - 心藥 - 葉蒨文 - 女人的弱點 - 葉蒨文 - 這次是不是最後 - 葉蒨文 - 兩個結局 - 鄭伊健 - 夜還未深 - 鄭伊健 - 情是這樣美 - 黎 姿、蘇有朋 - 緣份多數也短暫 - 黎瑞恩 - 留不住 - 蘇慧倫 - 愛的呼應 |

1995年（32首）
| | |
| - 江希文 - 我妒忌 - 李國祥 - 禁不住 - 李樂詩 - 感情用事 - 周華健 - 雪中火 - 邰正宵 - 愛不到要偷 - 金城武 - 留念 - 倫永亮 - 愛過就是完全 - 梁朝偉 - 一切是個夢 - 梁朝偉 - 肉體關係 - 梅艷芳 - 明天當我想起你 - 梅艷芳 - 得不到怎麼好 - 郭富城 - 金色的一剎那 - 陳建穎 - 當妳和我分別後 - 陳慧琳 - 開始 - 陳慧琳 - 我的心跟你一樣 - 陳慧嫻 - 放不開你放下我 | - 陳慧嫻 - 變心 - 陳慧嫻 - 從今夕到永恆（曲、詞） - 黃耀明 - 當美麗化作灰塵 - 葉蒨文 - 父母天地 - 劉小慧 - 她還在你的身邊 - 劉小慧 - 全程流露 - 劉德華 - 推不開 - 鄭伊健 - 看天的日子 - 鄭伊健 - 世界一早接受了 - 鄭伊健 - 此情難再 - 鄭秀文 - 愛的輓歌 - 鄭秀文 - 細雪 - 羅敏莊 - 挑戰者 - 羅敏莊 - 繼續走 - 譚詠麟 - 避世烈車 - 蘇永康 - 識得繼續笑 |

1996年（31首）
| | |
| - 吳奇隆 - 初戀總是這麼甜 - 劉德華 - 纏綿 - 李樂詩 - 哭泣的玩笑 - 李樂詩 - 自選影像 - 李樂詩 - 我們曾經相遇過 - 李樂詩 - 反口 - 林憶蓮 - 感覺完美 - 梁漢文 - 我要先飛 - 梁漢文 - 祇好錯一次 - 莫文蔚 - 我不需要憐憫 - 陳奕迅 - 游離份子 - 陳建穎 - 始終如一 - 陳建穎 - 美麗的錯誤 - 陳慧琳 - 私人時間 - 陳慧嫻 - 那一年我們相戀 - 陳慧嫻 - 幸福的條件 | - 葉蒨文 - 自信 - 葉蒨文、鄭秀文 - 談情說愛 - 夏韶聲 - 撲火是我 - 鄭秀文 - 猶豫 - 黎明 - 情深說話未曾講 - 黎 明 - 微風之前（離別之後） - 黎 明 - 女友的男友 - 黎 明 - 懺悔者 - 黎 明 - 妳是誰 - 黎 姿 - 祇想愛多一次 - 黎 姿 - 午後天邊 - 黎瑞恩 - 跟你講清楚 - 顏聯武 - 其實很想親近你 - 譚詠麟 - 從來麻煩自找（戀足一百分） - 蘇永康 - 再被愛包圍 |

1997年（24首）
| | |
| - 李 玟 - 憂傷天使 - 辛曉琪 - 結果 - 林子祥 - 知己 - 林子祥 - 擁抱 - 胡蓓蔚 - 壞習慣 - 馬浚偉 - 有緣無份 - 張学友 - 葬月 - 張學友 - 怎麼捨得你 - 張學友 - 老狼在此 - 張學友 - 四獄卒之歌 - 梁漢文 - 戀後 - 梅艷芳 - 愛的感覺 | - 梅艷芳 - 第六個星期 - 梅艷芳 - 抱緊眼前人 - 許志安 - 愛人朋友 - 許志安 - 創造者 - 陳奕迅 - 抱擁這分鐘 - 陳慧琳 - 終有一天會遇見 - 彭 羚 - 讓我昇華 - 葉蒨文 - 難得是今晚 - 葉蒨文、成 龍 - 男與女 - 黎明 - 自然 - 黎 明 - 最美時光 - 黎瑞恩 - 怎麼都不錯 |

1998年（15首）
| | |
| - Dry - 童真大志（獻給勇敢的癌病兒童） - Dry - 我的世界 - 何嘉莉、成 龍 - 要把愛尋回來 - 李樂詩 - 你如果明白我 - 倫永亮 - 我的夢與憂 - 梅艷芳 - 榴槤飄香 - 陳奕迅 - 愈想愈無謂 - 陳奕迅 - 兩種講法 | - 陳慧嫻 - 相戀300小時 - 陳潔儀 - 捉迷藏 - 葉蒨文 - 姊姊妹妹 - 葉蒨文 - 觀點與角度 - 劉愷威 - 偷進你的夢 - 譚詠麟 - 無悔一生 - 譚詠麟 - 一片天 |

1999年（9首）
| |                                                                                       |
| - 丁菲飛 - 多一點 - 車婉婉 - 出賣 - 張學友 - 寂寞的男人 - 張學友、陳慧嫻 - 接近 - 陳慧嫻 - 他知道 我知道 | - 葉振棠 - 一個信念 - 趙學而 - 明天是晴天吧 - 盧巧音 - 夜 - 譚詠麟、高雪嵐 - 浪漫極限 |

2000年（7首）
|                                                                    |                                                         |
| - 王 傑 - 失敗者 - 張學友 - 愛下去 - 陳慧嫻 - 通宵 - 陳曉東 - 明天 | - 單紫寧 - 愛你 - 單紫寧 - 安全感 - 譚詠麟 - 一千種記憶 |

2001年（2首）
|                   |                   |
| - 張學友 - 地下情 | - 曾寶儀 - 不是我 |

2002年（3首）
|                                |                 |
| - B2 - 失控 - 王 傑 - 昨日情歌 | - 陳慧珊 - 別人 |

2004年（8首）
|                                                                                  |                                                                                           |
| - 林子祥 - 講笑 - 官恩娜 - 隔膜（曲、詞） - 陳 驊 - 還未愛上你 - 黃貫中 - 混血兒 | - 黃耀明 - 現實與想像之間 - 葉世榮 - 先知 - 羅金榮 - 明戀不如暗戀 - 譚詠麟 - 講不出的道別 |

2005年（5首）
|                                                                     |                                             |
| - 林憶蓮 - 時光本是無罪 - 林憶蓮 - 不敢奢想改變你 - 官恩娜 - 捉迷藏 | - 張崇基、張崇德 - 機會難得 - 譚詠麟 - 等人 |

2006年（2首）
|                 |                             |
| - 張敬軒 - 餘震 | - 張敬軒、倫永亮 - 從何唱起 |

2007年（3首）
|                                      |                 |
| - 呂 方 - 愛必勝 - 林子祥 - 問天不應 | - 黎明 - 情已逝 |

2008年（2首）
|                 |                   |
| - 麥浚龍 - 人牆 | - 關楚耀 - 半夜情 |

2009年（5首）
|                                                       |                                             |
| - 張敬軒 - 溺愛 - 張敬軒 - 相對論 - 張敬軒 - 失戀有獎 | - 張敬軒 - 未來的回憶 - 譚詠麟 - 其實你可以 |

2010年（3首）
| |                 |
| - 官恩娜、黃耀明、Angelita、胡蓓蔚、葉世榮、Jovan、黃貫中、恭碩良、Kenn - 萬眾同歡 - 張敬軒 - 攝氏零度 | - 陳奕迅 - 超錯 |

2011年（3首）
|                                          |                        |
| - 林憶蓮 - 兩心花 - 唐 寧、周俊偉 - 一天 | - 群 星 - 不要輸給心痛 |

2012年（5首）
|                                                            |                                                     |
| - 李思捷 - 手機 - 林憶蓮 - 無淚眼 - 譚詠麟 - Forever Young | - 譚詠麟 - 愛未等於擁有 - 譚詠麟、杜麗莎 - 重投再愛 |

2013年（5首）
|                                                              |                                             |
| - 方 文 - 夜的眼睛 - 譚詠麟 - 公主大人 - 譚詠麟 - 循環天地間 | - 譚詠麟 - 點點天地心 - 譚詠麟 - 相信便可以 |

2014年（3首）
|                                               |                        |
| - 吳雨霏 - 一千個假想結局 - 林子祥 - 東方傳奇 | - 鍾氏兄弟 - Just Love |

2015年（14首）
| | |
| - J.Arie - 細雪 - 林德信 - 終於有一天 - 陳奕迅 - 老細我撇先 - 陳奕迅 - 無條件 - 陳奕迅 - 人生馬拉松 - 陳奕迅 - 黑洞 - 陳奕迅 - 心燒 | - 陳奕迅 - 喜歡一個人 - 陳奕迅 - 萬聖節的一個傳說 - 陳奕迅 - 起點．終站 - 陳奕迅 - 一個靈魂的獨白 - 陳奕迅 - 夢的可能 - 陳奕迅 - 異夢 - 陳奕迅 - 恐龍進化論 |

2016年（9首）
|                                                                                        |                                                                              |
| - Gin Lee - 一想到你 - Gin Lee - 未來 - 丁 噹 - 復活 - 洪卓立 - 痛 - 邰正宵 - 事到如今 | - 張敬軒 - 星星點燈 - 許靖韻 - 蝴蝶 - 許靖韻 - 紫比藍更冷 - 盧冠廷 - Kumbaya |

2017年（3首）
|                                         |                       |
| - Gin Lee - 緣．兩半 - 側 田 - 午夜蓓蕾 | - 蔡一傑 - 流淚的怪獸 |

2018年（3首）
|                                          |                     |
| - Gin Lee - 抱夢而活 - 蔡一傑 - 夜半超人 | - 蔡一傑 - 廿一個誰 |

2019年（21首）
| | |
| - 香港製造（【潘源良生炒廣東話之有辣有唔辣】主題曲） - 潘源良 - 求求其 - 潘源良 - Do Re Mi - 潘源良 - 廟街耶穌 - 潘源良 - 未知 - 潘源良 - 氹氹轉 - 潘源良 - 青春的事 - 潘源良 - 彩虹之下 - 潘源良 - 狗竇陷阱 - 潘源良 - 誰明大叔心 - 潘源良 - 死狗冇朋友 | - 潘源良 - 長夜滿天星 - 潘源良 - 肌膚觸碰時 - 潘源良 - 海盜的後裔 - 潘源良 - 逆向飛行 - 潘源良 - 柔弱心聲 - 潘源良 - 想一想（Imagine 廣東話試譯） - 潘源良 - What a wonderful world 廣東話試譯 - 潘源良 - Sounds of Silence 廣東話試譯 - 潘源良 - In my Life 廣東話試譯 - 鍾一諾 - 新屋嶺的情人（House of the Rising Sun 廣東話試譯） |

2020年（2首）
|                               |                 |
| - 達明一派 - 今天世上所有地方 | - 盧宜均 - 看見 |

2022年（1首）
|                           |  |
| - 呂爵安 - 攀上天梯的螞蟻 |  |

2023年（1首）
|                                              |  |
| - 泰迪羅賓 - In your life 落、上落、落、上上 |  |

2025年（1首）
|                          |  |
| - 吳崇銘 - 掛念你 你好嗎 |  |

未推出（1首）
|                       |  |
| - 張敬軒 - 我是一棵樹 |  |

## 派台歌曲成績
| 派台歌曲成績         | 派台歌曲成績 | 派台歌曲成績 | 派台歌曲成績 | 派台歌曲成績 | 派台歌曲成績 | 派台歌曲成績   |
| -------------------- | ------------ | ------------ | ------------ | ------------ | ------------ | -------------- |
| 唱片                 | 歌曲         | 903          | RTHK         | 997          | TVB          | 備註           |
| 2015年               |              |              |              |              |              |                |
| 潘源良是誰最愛作品選 | 最愛是誰     | -            | 17           | 5            | -            | 翻唱林子祥作品 |

| 各台冠軍歌總數 | 各台冠軍歌總數 | 各台冠軍歌總數 | 各台冠軍歌總數 | 各台冠軍歌總數    |
| -------------- | -------------- | -------------- | -------------- | ----------------- |
| 903            | RTHK           | 997            | TVB            | 備註              |
| 0              | 0              | 0              | 0              | 四台冠軍歌總數：0 |

（*）表示歌曲仍在該榜上

## 獎項

### 電影
| 年份   | 頒獎典禮             | 獎項             | 影片           | 作品     | 結果 |
| ------ | -------------------- | ---------------- | -------------- | -------- | ---- |
| 1986年 | 第5屆香港電影金像獎  | 最佳電影歌曲     | 《龍的心》     | 誰可相依 | 獲獎 |
| 1987年 | 第6屆香港電影金像獎  | 最佳電影歌曲     | 《最愛》       | 最愛是誰 | 獲獎 |
| 1987年 | 第6屆香港電影金像獎  | 最佳電影歌曲     | 《富貴列車》   | 車站     | 提名 |
| 1990年 | 第9屆香港電影金像獎  | 最佳電影歌曲     | 《群龍戲鳳》   | 憑著愛   | 獲獎 |
| 2008年 | 第27屆香港電影金像獎 | 最佳原創電影歌曲 | 《野·良犬》    | 問天不應 | 提名 |
| 2012年 | 第31屆香港電影金像獎 | 最佳原創電影歌曲 | 《出軌的女人》 | 兩心花   | 獲獎 |

### 音樂
- 2019年：2019 CASH金帆音樂獎「CASH音樂成就大獎」